# Aechmea smithiorum
Aechmea smithiorum är en gräsväxtart som beskrevs av Carl Christian Mez. Aechmea smithiorum ingår i släktet Aechmea och familjen Bromeliaceae.

## Underarter
Arten delas in i följande underarter:
- A. s. longistipitata
- A. s. smithiorum

## Bildgalleri

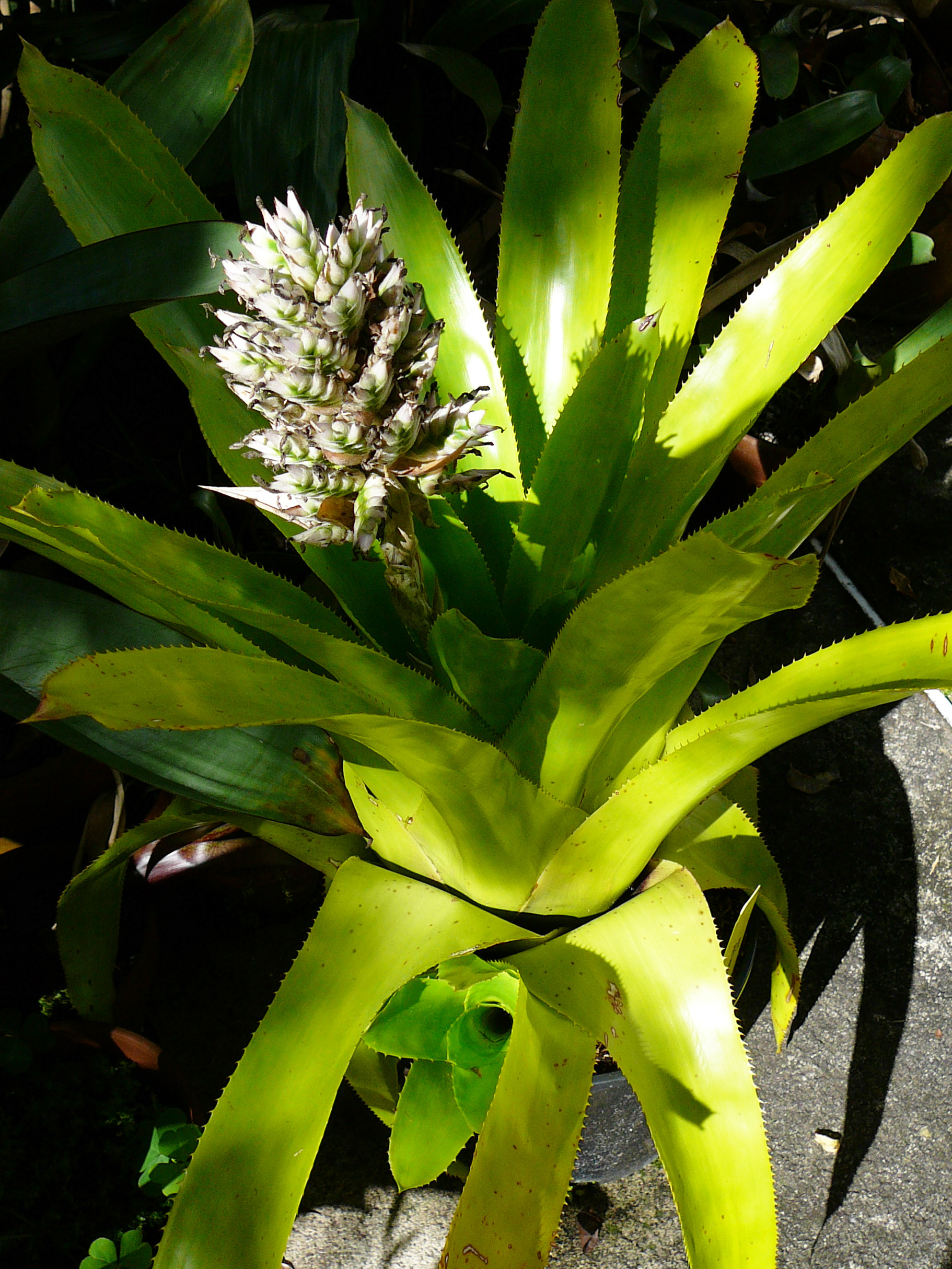
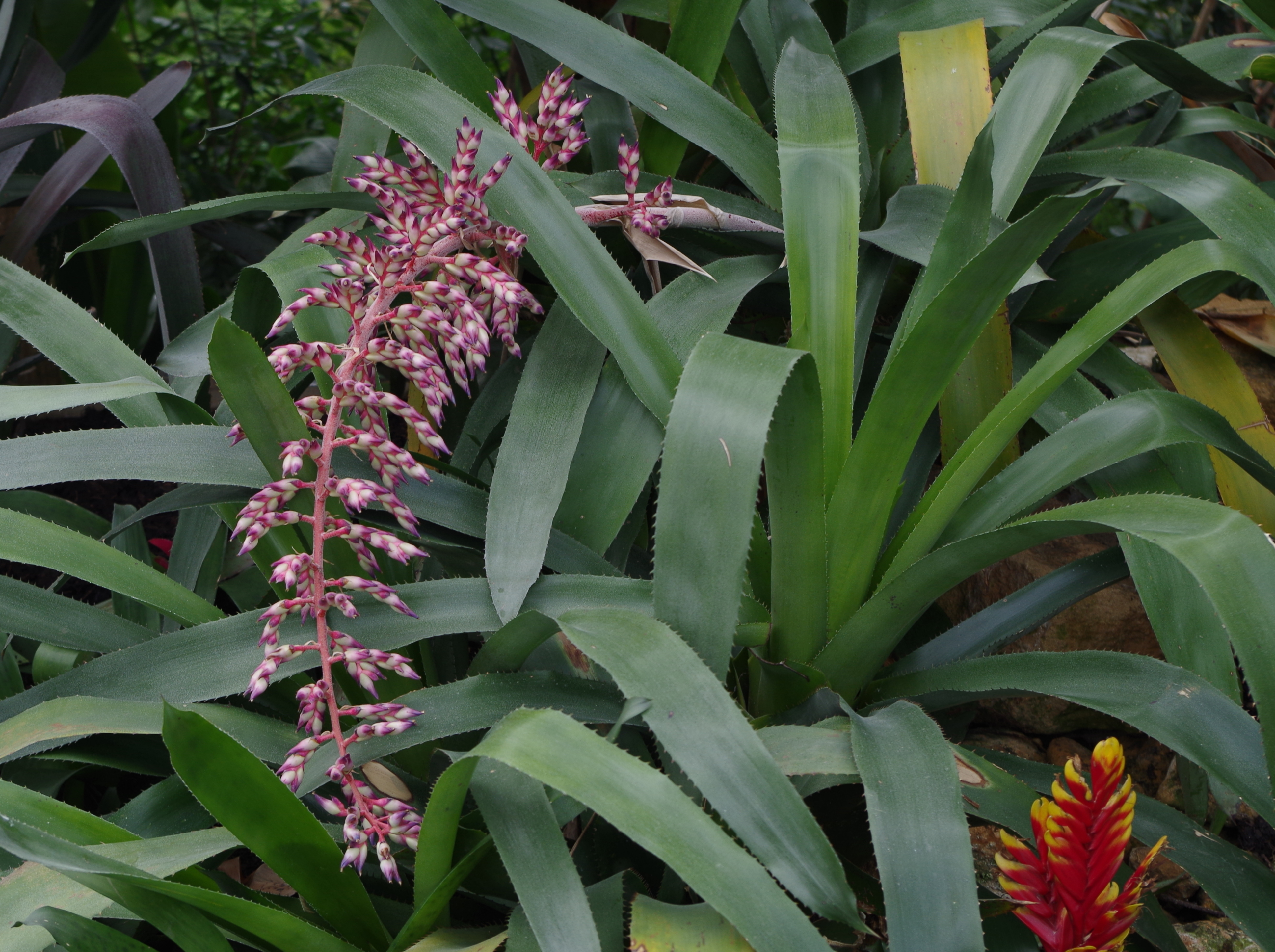
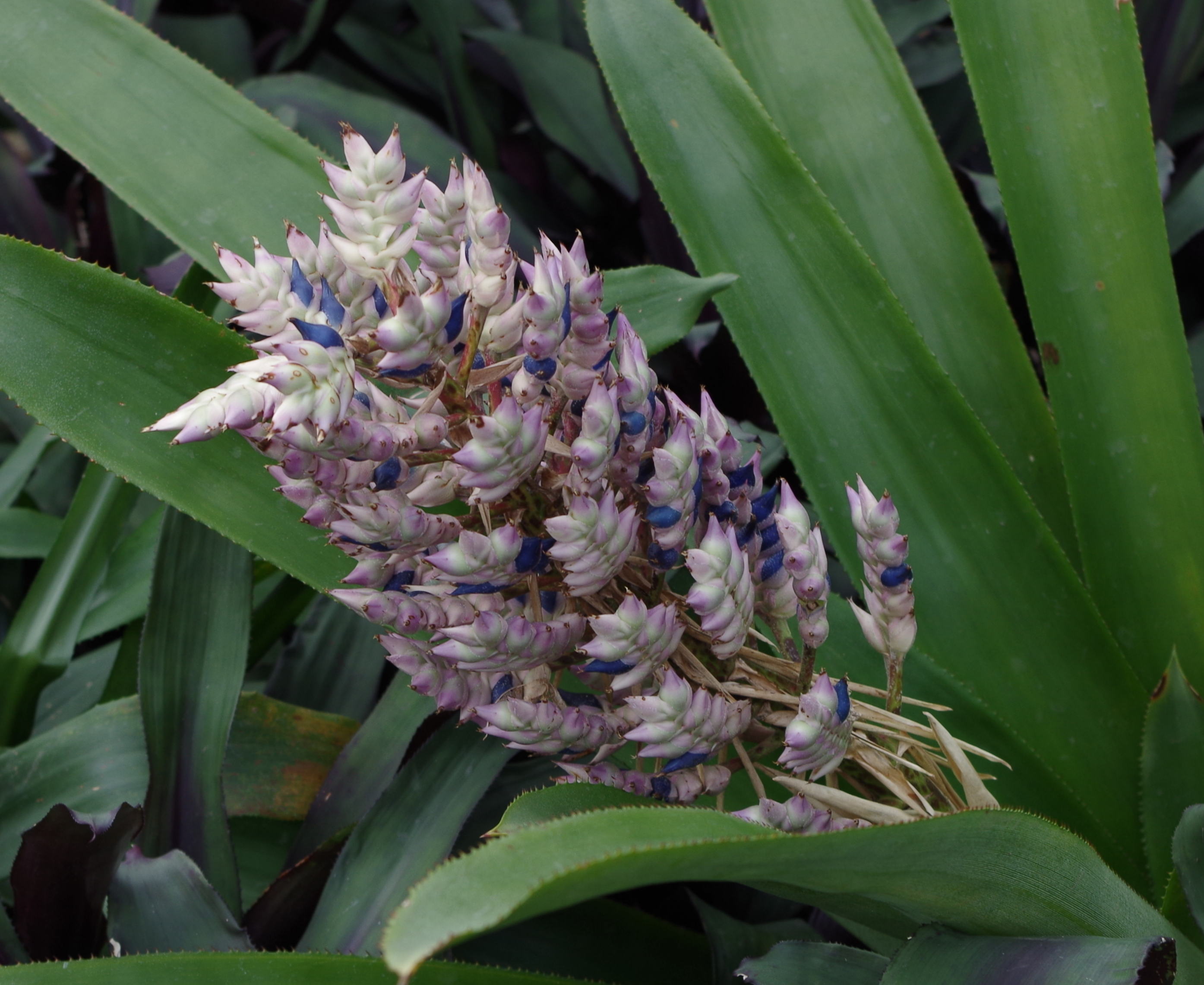